# Rhodopygia geijskesi
Rhodopygia geijskesi är en trollsländeart som beskrevs av Belle 1964. Rhodopygia geijskesi ingår i släktet Rhodopygia och familjen segeltrollsländor. Inga underarter finns listade i Catalogue of Life.